# Vladas Zajančkauskas
Vladas Zajančkauskas (Aukštadvaris, 27 dicembre 1915 – Sutton, 5 agosto 2013) è stato un militare lituano e collaboratore nazista durante la seconda guerra mondiale, presunto criminale di guerra. A partire da luglio 2010, all'età di 95 anni, si è trovato a diventare la persona più anziana mai espulsa a seguito di un'indagine da parte dell'Ufficio per le indagini speciali (OSI) del Dipartimento della giustizia degli Stati Uniti d'America.

## Biografia
Zajančkauskas è nato ad Aukštadvaris. Nel 2005 e nel 2010, i tribunali federali degli Stati Uniti hanno affermato che Zajančkauskas si è schierato a Varsavia, in Polonia, con un distaccamento delle guardie addestrate Trawnikimänner che hanno partecipato alla liquidazione del ghetto di Varsavia, un'operazione che ha innescato la rivolta del ghetto di Varsavia e ha portato allo sterminio di più di 50.000 ebrei.
I tribunali federali respinsero come incredibile la sua affermazione secondo cui, come membro catturato dell'esercito lituano, era solo responsabile della mensa del campo di addestramento di Trawniki e che non era mai stato a Varsavia. I documenti rilasciati dalle autorità russe negli anni '90 sono stati utilizzati dall'OSI come prova nel caso: il suo nome compare su un elenco dei 351 uomini schierati nel ghetto, documento che fu intercettato dall'Armata Rossa nel 1945.
La Corte federale degli Stati Uniti ha dichiarato due volte colpevole Zajančkauskas, nel 2005 e nel 2010, di aver falsamente nascosto la sua posizione in tempo di guerra sulla sua domanda di visto all'arrivo negli anni '50 e ne ha ordinato l'espulsione dagli Stati Uniti. Il giudice dell'immigrazione Wayne R. Iskra ha ordinato a Zajančkauskas di trasferirsi nella sua nativa Lituania. L'Associated Press ha riportato nel luglio 2013 che Zajančkauskas viveva ancora a Sutton nel Massachusetts, poiché nessun paese, inclusa la sua nativa Lituania, lo avrebbe accettato. Vi morì nell'agosto 2013.

## Scritti
Zajančkauskas ha scritto un libro di memorie di 99 pagine, My Bits of Life in This Beautiful World, che descriveva la sua infanzia e le esperienze in tempo di guerra.